# Victor von Solothurn

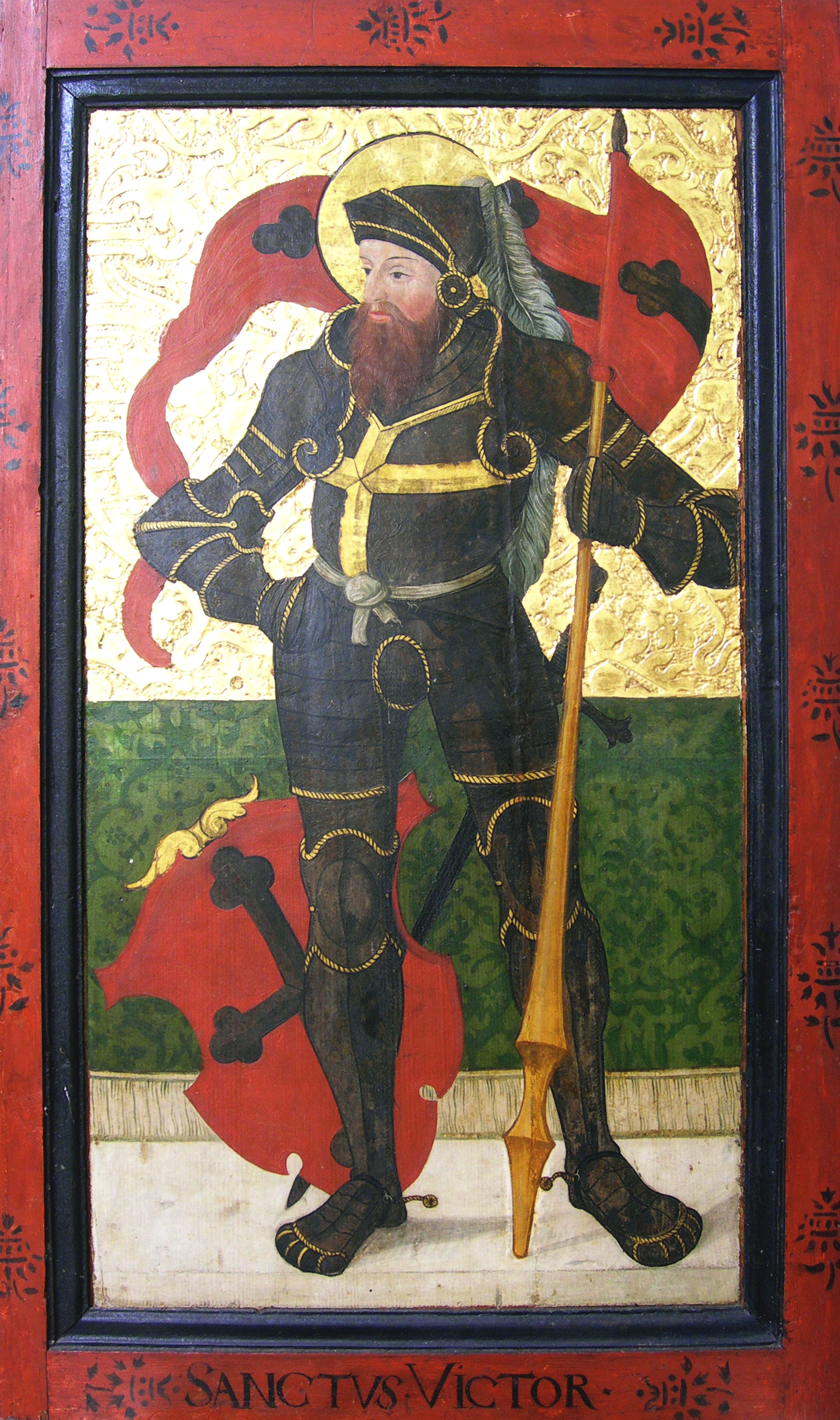
Der Heilige Victor. Altarflügel. Öl auf Holz mit Goldgrund, 15. Jahrhundert. Herkunft: Kanton Solothurn. Historisches Museum Blumenstein, Solothurn

Victor von Solothurn, in Genf auch bekannt als Saint-Victor de Genève, (* unbekannt; † in Solothurn) ist ein in Solothurn spätestens seit dem frühen 5. Jahrhundert und in Genf zwischen 500 und der Reformation verehrter Märtyrer aus dem Kreis der Thebaischen Legion. Er ist neben Ursus ein Kirchenpatron der St. Ursenkathedrale in Solothurn.

## Legende

### Überlieferung des 5. Jahrhunderts
Erstmals erwähnt wird Victor zusammen mit Ursus in der von Bischof Eucherius von Lyon um 445 verfassten Passio Acaunensium Martyrum, welche das Martyrium der Thebaischen Legion in Acaunus, dem heutigen Saint-Maurice, beschreibt. Eucherius widmete Ursus und Victor allerdings bloß zwei Sätze: 

„Ex hac eadem legione fuisse dicuntur etiam illi martyres Ursus et Victor, quos Salodurum passos fama confirmat; Salodurum vero castrum est supra Arulam flumen neque longe a Rheno positum.“

 in wörtlicher Übersetzung: 

„Es wird erzählt, dass auch jene Märtyrer Ursus und Victor aus dieser selben Legion gewesen seien, von denen ein Gerücht versichert, sie seien in Solothurn umgekommen; Solothurn ist aber eine Festung oberhalb der Aare und nicht weit vom Rhein gelegen.“

Auffallend ist die vage Formulierung von Eucherius. Er lässt die Zugehörigkeit von Ursus und Victor zur Thebaischen Legion offen und scheint den Berichten über deren Martyrium nicht ganz zu trauen. Dies ist erstaunlich, war doch Eucherius gegenüber den ihm von Bischof Isaak von Genf mündlich zugetragenen Informationen zum angeblichen Martyrium in Acaunus auffallend unkritisch. Die sehr knappe und wenig präzise Beschreibung von Solothurn deutet an, dass Eucherius das Castrum und den dortigen Kult um Ursus und Victor nur vom Hörensagen kannte. Bei aller Unsicherheit über die Art dieses Kultes, darf dessen Erwähnung bei Eucherius aber als Beleg für eine christliche Gemeinde im Castrum Solothurn im frühen 5. Jahrhundert gelten.

### Überlieferung des 7. Jahrhunderts
Im Codex 569 der Stiftsbibliothek St. Gallen hat sich eine Abschrift einer wohl kurz nach 602 entstandenen Passionsgeschichte von Victor erhalten. Erstmals erfahren wir genaueres über das Martyrium in Solothurn: Ein Richter namens Hyrtacus fordert die beiden Legionäre Victor und Ursus auf, den heidnischen Göttern zu opfern und gegen Christen zu kämpfen. Als sie sich verweigern, werden sie gefoltert, wobei sich zwei Wunder ereignen: Die Folterer werden durch ein Himmelslicht zu Boden geworfen und ihre Fesseln lösen sich. Anschliessend verhindert ein Regenguss die Verbrennung der beiden auf einem Scheiterhaufen, weshalb sie schliesslich geköpft werden. Nach dem Martyrium werden die Leichen von Christen nicht weit vom Castrum Solothurn ehrenvoll begraben. Im zweiten Teil der Überlieferung wird die Translatio der Gebeine von Victor von Solothurn nach Genf ums Jahr 500 geschildert. Der Genfer Bischof Domitian habe sie auf Veranlassung von Theudesinde, einer Prinzessin aus der Verwandtschaft der Burgunden-Könige Godegisel und Gundobad von Solothurn in eine eigens für Victor vor den Toren Genfs gebaute Kirche überführt. In den darauf folgenden einhundert Jahren geriet der Aufbewahrungsort der Gebeine offenbar in Vergessenheit. Dank eines Traums Bischof' Hiconius von Maurienne gelang ihm und den ihn begleitenden Bischöfen Rusticus von Martigny und Patricius von Tarentaise im Jahr 602 die erneute Auffindung der Gebeine im Innern der Genfer Victor-Kirche.
Die um das Jahr 659 verfasste Fredegar-Chronik wiederholt diese Darstellung, wenn auch etwas weniger detailliert. An Stelle von Theudesinde wird Prinzessin Sedeleuba als Auftraggeberin für die Überführung der Gebeine von Victor von Solothurn nach Genf genannt.
Beide Quellen des 7. Jahrhunderts beziehen sich eindeutig auf Genf: Im Gegensatz zu Eucherius wird Victor Ursus konsequent vorangestellt und dessen Schicksal wie auch die Verhältnisse in Solothurn werden nicht näher beleuchtet.

### Überlieferung des 9. Jahrhunderts
Im selben Codex 569 aus St. Gallen hat sich eine weitere Passionsgeschichte erhalten, diesmal aus Solothurner Sicht. Ursus wird wieder vor Victor genannt und sie werden als Brüder vorgestellt, die sich in Solothurn versteckt halten. Schergen, welche sie töten sollen, erblinden und können die beiden nicht auffinden. Doch Ursus fordert nun seinen Bruder Victor auf, sich freiwillig zu stellen. Der Richter in Solothurn heisst nun Ezeas und fordert sie auf, Merkur und Jupiter zu opfern. Als sie das verweigern, lässt er sie mit Hilfe siedender Töpfe und anderer Geräte foltern. Schliesslich werden die beiden geköpft. Sie ergreifen anschliessend ihre Köpfe aus den Fluten der Aare und tragen sie ins Gebiet östlich des Castrums, wo eine Kirche steht. Der Autor dieser Fassung des Martyriums nutzte die Zürcher Passionsgeschichte von Felix und Regula als Vorlage. Kaum des Lateins mächtig, fügte er den Text aus bloß leicht veränderten Passagen der Zürcher Legende zusammen, was eine direkte Gegenüberstellung der beiden Texte eindrücklich belegt.

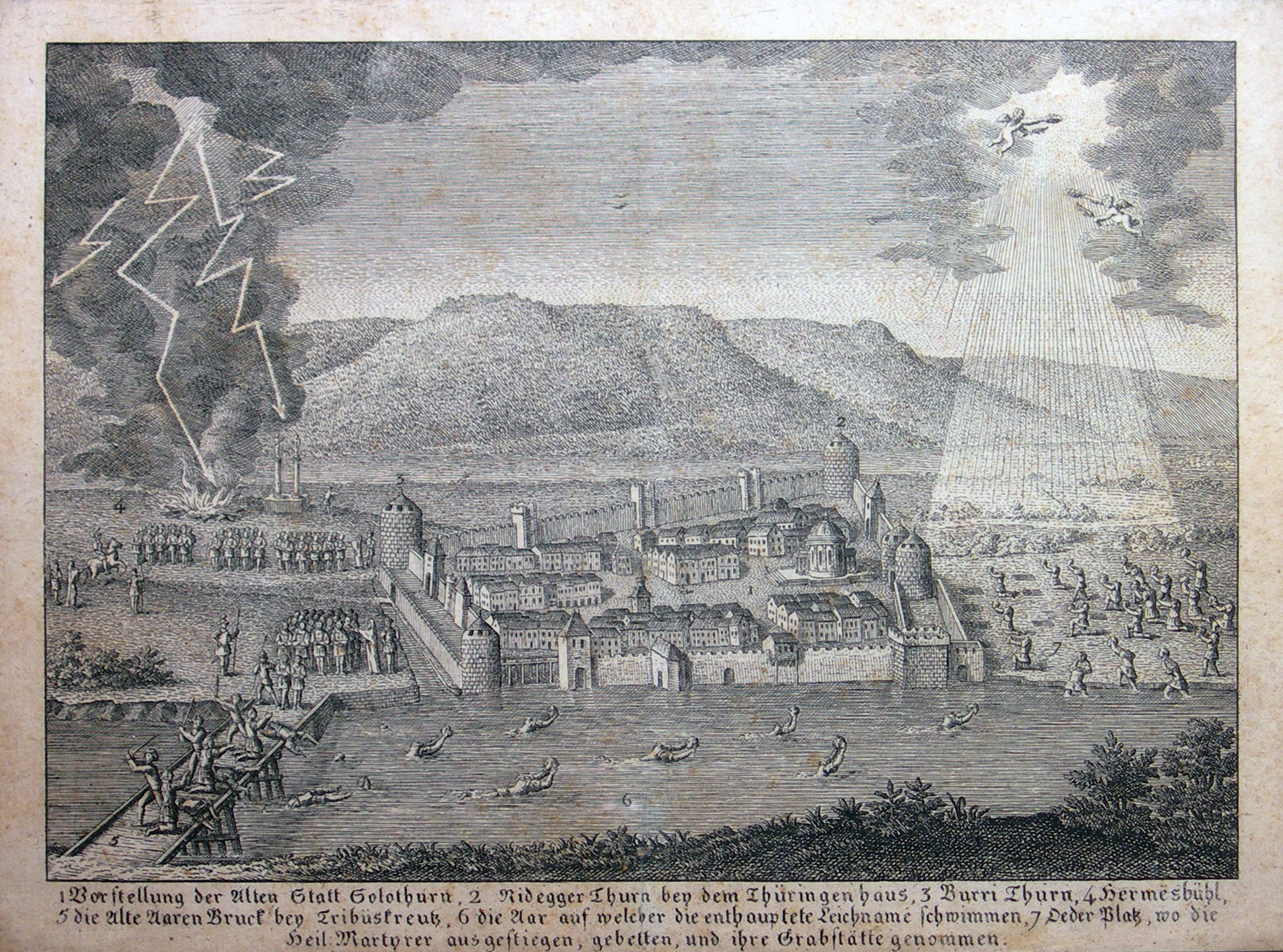
Die Legende von Ursus und Victor. Kupferstich, 18. Jahrhundert. Herkunft: Kanton Solothurn. Historisches Museum Blumenstein, Solothurn

### Päpstliche Bulle von 1473
Am 20. Juli 1473 fasste Papst Alexander VI. in seiner Bulle Alma Mater ein Begehren Solothurns zusammen, 37 in unmittelbarer Nähe der St. Peterskapelle aufgedeckte Skelette als Gefährten von Ursus und Victor und damit als Märtyrer anzuerkennen. Der Papst schilderte dabei auch die damals aktuelle Solothurner Version der Passionsgeschichte von Ursus und Victor: Der Richter in Solothurn hiess nun wieder Hirtacus, und die Dialoge waren lebendiger geworden. Neu wurde die Aarebrücke von Solothurn als Ort der Hinrichtung genannt. Solothurn zeigte sich davon überzeugt, dass nicht zwei, sondern 66 Thebäer in Solothurn das Martyrium erlitten hatten. Bereits Königin Berta von Alamannien habe 17 dieser Gefährten entdeckt und in die St. Ursenkirche überführt. Die Translatio Victors nach Genf vor beinahe 1000 Jahren und die Tatsache, dass die beiden Märtyrer mittlerweile eine stattliche Anzahl Leidensgenossen beigestellt erhielten, überliess Victor in dieser und den folgenden Solothurner Versionen der Legende eine bloße Nebenrolle.

## Verehrung

### In Genf
Der Kult um den auf Betreiben einer burgundischen Prinzessin von Solothurn nach Genf überführten Märtyrer wurde vom burgundischen Königshof spätestens seit dem Amtsantritt von König Sigismund im Jahr 501 gefördert. Nach der Wiederauffindung der Reliquien von Victor durch Bischof' Hiconius im Jahr 602 stattete der fränkische König Theuderich II. die Victor-Kirche vor den Toren Genfs mit umfangreichen Gütern aus. Bischof Hugo von Genf entdeckte die Reliquien um das Jahr 1000 ein weiteres Mal, worauf Saint-Victor zu einem Priorat von Cluny aufgewertet wurde. Die Besitzungen des Klosters erlaubten zehn bis zwölf Mönchen ein Auskommen. Die Gemeinschaft geriet allerdings im 14. Jahrhundert in finanzielle Schwierigkeiten. Gegen Ende des 15. Jahrhunderts war das Kloster baufällig und geriet kurz vor der Reformation unter Prior François Bonivard zum Spielball der divergierenden Interessen Genfs, Savoyens und Berns. 1531 beschloss der Rat der Stadt Genf das Kloster aufgrund militärischer Überlegungen teilweise abzubrechen. Die Gebäude in unmittelbarer Nähe der Stadtmauern sollte Angreifern nicht als Deckung dienen können. 1534 wurde das Kloster ganz dem Erdboden gleichgemacht. Mit der Reformation 1536 endete in Genf schliesslich auch das Interesse an Victor selber.

### In Solothurn
In Solothurn wurde Victor bereits im frühen 5. Jahrhundert verehrt, möglicherweise in einer Memoria an der Stelle der heutigen St. Peterskapelle. Seit der Translatio des Heiligen scheint dessen Kult in Solothurn aufgegeben worden zu sein. Jedenfalls sind aus Solothurn keine mittelalterlichen Bildwerke von Victor bekannt, ganz im Gegensatz zu Ursus. Es scheint, dass erst die Auffindung der Reliquien von Ursus zusammen mit einem nicht identifizierbaren zweiten Leichnam im Jahr 1519 das Interesse an Victor in Solothurn neu geweckt hatte. Zu verlockend war der Gedanke, dass vor 1000 Jahren Bischof Domitian möglicherweise ein „falscher“ Victor übergeben worden sein könnte. Mit der Reformation entfiel 1536 die Rücksichtnahme auf die Ansprüche Genfs an Victor. Zusammen mit Ursus avancierte er in der Zeit der Gegenreformation zu Staatsheiligen, deren Skulpturen oder Bilder in den meisten Kirchen und Kapellen der katholischen Vogteien der Republik Solothurn platziert wurden.

## Reliquien

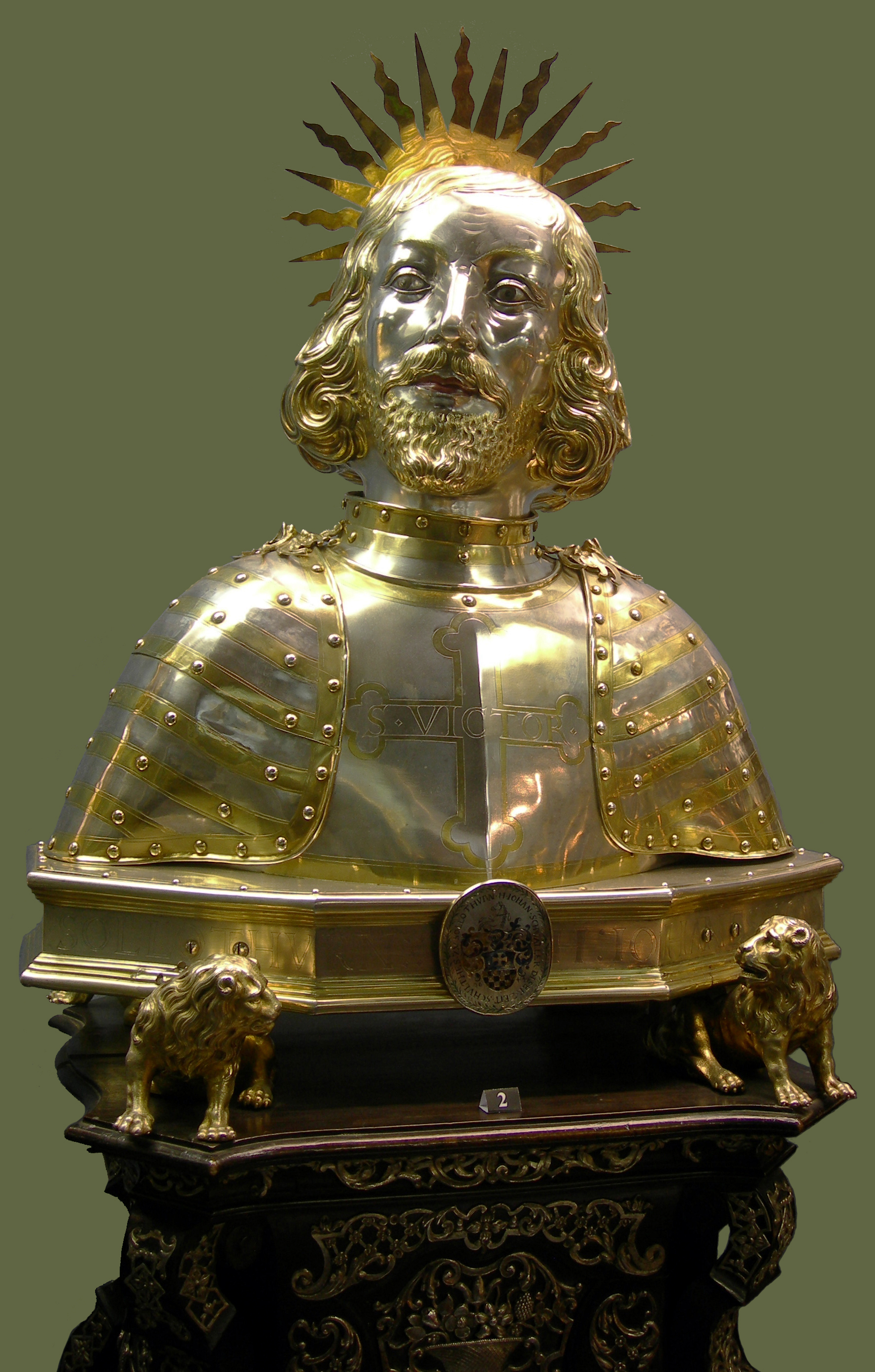
Der Heilige Victor. Reliquiar von Hans Jacob Bayr aus dem Jahr 1644. Stiftung von Schultheiss Johann Schwaller. Domschatz der St. Ursenkathedrale in Solothurn

Es ist nicht bekannt, ob Bischof Domitian um 500 den ganzen Leib Victors von Solothurn nach Genf überführte oder nur Teile davon. Da aus Solothurn bis in die Frühe Neuzeit nur Darstellungen von Ursus überliefert sind, erscheint die Translatio des ganzen Leibes wahrscheinlich. Zudem wurde die spätantike Memoria auf dem Gräberfeld unter der St. Peterskapelle im 6. Jahrhundert durch einen Chor erweitert. Es scheint denkbar, dass auf diese Weise das um 500 verwaiste Märtyrergrab von Victor in eine dem Apostel Petrus geweihte Kirche umgewandelt wurde. Der Genfer Klerus entdeckte in der Victor-Kirche die Reliquien des Heiligen im Jahr 602 und nochmals ums Jahr 1000. Ob das kurz danach gegründete Cluniazenserkloster Saint-Victor Reliquien ausgeteilt hat, und wenn ja, wohin, ist nicht erforscht. Auch das Schicksal der Reliquien nach dem Abbruch des Klosters 1534 wird in der greifbaren Literatur nicht beleuchtet. In Solothurn wurde nach der Auffindung der Ursus-Reliquien, die 1519 zusammen mit einem zweiten Körper in einem antiken Sarkophag unterhalb des Choraltars zum Vorschein kamen, der Kult um Victor neu belebt. Woher die heute in der Solothurner St. Ursenkathedrale verwahrten Victor-Reliquien stammen, ist unklar.

## Darstellung
Die früheste erhaltene Darstellung von Victor hat sich auf einem Siegel des Klosters Saint-Victor in Genf an einer Urkunde aus dem Jahr 1274 erhalten. Es zeigt Victor, der seinen abgeschlagenen Kopf in Händen hält. Gemälde und Skulpturen von Victor haben sich vor allem im Einflussbereich der Stadt Solothurn erhalten. Die älteste Darstellung Victors aus dem Raum Solothurn stammt aus dem 15. Jahrhundert. Victor wird, wie bei Thebäern üblich, als römischer Legionär dargestellt, wobei sich seine Bewaffnung, Ausrüstung, Kleidung sowie sein Haarschnitt jeweils stark an Vorbildern aus der Entstehungszeit der Bildwerke orientieren. Als Unterscheidungsmerkmal zu anderen Thebäern trägt Victor einen Schild oder ein Banner mit einem weissen Kleeblattkreuz auf rotem Grund. Auf vielen Darstellungen trägt er zudem eine Märtyrerpalme.

## Bedeutung
Victor bildet zusammen mit den ebenfalls bei Eucherius erstmals erwähnten Ursus, Mauritius, Candidus und Exuperius die Gruppe der frühesten Heiligen aus dem Gebiet der heutigen Schweiz. Die Auffindung der Märtyrer in Acaunus durch Bischof Theodor von Martigny ums Jahr 390, wenige Jahre nach der ersten Hebung von Märtyrer-Reliquien durch Bischof Ambrosius von Mailand, wird heute als Versuch gewertet, dem im polytheistischen, galloromanischen Umfeld nördlich der Alpen noch nicht genügend etablierten Christentum zum Durchbruch zu verhelfen.